# M120 라크
M120 라크는 자동 장전 120mm 박격포가 SMG 120 / M120G및 바퀴형 SMK 120 / M120K 차체에 탑재된 박격포로, 후타 스타로바 볼라가 기획하였다. 폴란드에서 생산되고 있으며 폴란드 육군이 사용하고 있다. 2017년부터 연속 생산 및 첫 시제품 인도가 시작되었다.

## 역사
라크 박격포에 대한 작업은 2006년부터 시작되었으며 첫 시제품이 2009년 제작되었다. 시제품은 꾸준히 개선되고 향상되었다. 초기에 HSW가 기획했고, 이후에는 폴란드의 과학 및 고등교육부에서 공동으로 예산을 담당했다. 대부분의 박격포 부품은 폴란드에서 제작되었다. HSW는 일부 박격포 부품 제작에서 특허를 얻기도 했다.
2016년 4월, HSW와 ROSOMAK S.A의 협력과 함께, 2017년부터 2019년까지 8개의 KMO 라크 공급을 위한 계약이 체결되었다. 2019년 10월에는 토룬에서 포병 및 무장 훈련센터에서 2대의 KMO 라크와 2대의 박격포를 공급하기로 하는 계약이 체결되었다. 2020년 5월 무기 사찰단은 5개의 KMO 라크의 공급을 위한 컨소시엄 계약을 체결했다.

## 특징
M120 라크 박격포는 다양한 차체를 기초로 만들어질 수 있다. 무한궤도장치는 경량 HSW 궤도형 차량을 기초로 하며, 바퀴용 박격포는 로소마크 APC를 기초로 한다. 2013년 MSPO 전시회에서 Rak 제조사는 독일의 마더 보병전투차량 차체에 박격포를 탑재하여 전시했다. M120 라크의 주포인 M120 자주박격포는 8개의 대포들로 구성되어 있으며, 멀리 떨어진 곳에 박격포 수류탄을 던지기 위해 사용된다. 이 포는 8km에서 12km 떨어진 지점에 정확한 포격을 할 수 있다. 표준 수류탄뿐만 아니라 M120은 HEAT 탄을 발사하여 전투차량과 같은 기갑차량과 싸울 수 있으며, 연막탄과 섬광탄도 탑재하고 있다. 이동 위치에서 전투 위치로 이동하는 시간은 최대 30초다. 마지막 수류탄이 발사된 후 15초 이내에 발사 위치에서 떠날 수 있다.
완전한 라크 박격포 시스템은 포병 지휘 차량(AWD), 정찰 차량, 기술 및 군수 지원 차량(AWRU)과 무기 수리 차량(AWRU)을 포함한다. 이 차량에는 열화상 카메라와 레이저 거리 측정기를 포함한 디지털 사격 제어 시스템이 장착되어 있어 낮과 밤에 효과적으로 작동할 수 있다. 이 데이터는 플라이아이 무인 항공기에서 가져온 것일 수 있다. 라크 박격포는 무인 무기로서 차량의 컴퓨터로 전자적으로 전송되는 명령어와 데이터를 사용하여 원거리 사격을 할 수 있다.